# ماگدا فالوهئی
ماگدا فالوهئی (مجاری: Magda Faluhelyi؛ ‏ ۲۶ ژوئیهٔ ۱۹۴۶ – ۲۱ ژوئیهٔ ۲۰۲۰) بازیگر تئاتر و سینما اهل مجارستان بود.

## گزیدهٔ فیلم‌شناسی
- ۱۹۷۰ - قصه‌های آینده
- ۱۹۷۱ - به کشورت بازگرد
- ۱۹۷۲ - تنها یک سگ
- ۱۹۷۲ - عصربخیر تابستان، عصربخیر عشق
- ۱۹۷۴ - پزشک
- ۱۹۷۴ - حدود عشق
- ۱۹۸۲ - سه خیاط